# Vila Sakrabonie
Vila Sakrabonie se nachází v Černošicích u Prahy v ulici Vrážská. V roce 1933 se do vily natrvalo přestěhovali manželé Fišerovi (Marie Fischerová-Kvěchová byla známá malířka a ilustrátorka). Měli spolu tři děti, Marii, Jelenu (etnografka Jelena Látalová) a Jana. Svého času žily ve vile vedle sebe tři generace, což vzhledem k velikosti domu zjevně nebyl problém. Marie zde žila až do své smrti v roce 1984. V současné době je vila ve vlastnictví potomků manželů Fišerových.